# 基什保拉德
基什保拉德，是匈牙利索博尔奇-索特马尔-贝拉格州所辖的一个村。总面积16.74平方公里，总人口526，人口密度31.4人/平方公里（2011年1月1日）。